# 한얼초등학교
한얼초등학교는 대한민국 경기도 군포시에 있는 공립 혁신 초등학교이다.

## 학교 연혁
- 2010년 3월 1일: 개교
- 경기도 교육청 혁신학교 개교/7학급 편성/초대 최선희 교장선생님 취임
- U-Learning 미래형 선도 학교등급
- 선진형 상시평가 선도학교
- 10학급 편성
- 12학급 편성
- 제1회 졸업(27명)
- 20학급 편성/병설유치원 1학급 편성/학교문화 개선 선도학교/학교조직 효율화 시범학교/상시평가 중심학교/서남권 혁신거점학교/NTTP 연수원학교
- 제2회졸업(45명,총72명)
- 21학급 편성/유치원1학급 편성
- 전국100대 교육과정 우수교 선정
- 제4회 졸업(43명,총181명)
- 제2대 김기영 교장선생님 부임
- 제5회 졸업(69명,205명)
- 21학급 편성/유치원 1학급편성
- 제6회 졸업(56명,총306명)
- 21학급 편성/유치원1학급 편성.모범혁신학교지정(2016-2019년)
- 제7회졸업(85명,총391명)
- 20학급 편성/유치원1학급편성/교습실습교 지정
- 제8회졸업(56명,총448명)
- 19학급편성/유치원1학급편성/교생실습교 운영/혁신 거점 학교 재지정/유기농 체험교육 스쿨 에코팜 운영
- 경기 아침 간편식 지원사업 운영
- 제9회졸업(57명,총505명)
- 18학급편성/유치원1학급 편성/혁신학교재지정2년차운영/지역거점혁신학교운영/예비교사현장실습협력학교/유기농체험교육스쿨에코팜운영/농식품지흥원 아침간편식 실시
- 제10졸업(58명,총563명)
- 15학급편성/유치원1학급편성
- 제3대 문연웅 교장선생님 취임
- 제11회졸업(73명,총636명)
- 14학급편성/유치원1학급편성

## 참고 자료
- 한얼초등학교 - 한국교육학술정보원 학교알리미